# Villa d'Adda
Villa d'Adda (Villa del Adda, en dialecto local Ela d'Ada) es un municipio de 4.757 habitantes de la provincia de Bérgamo, en la región italiana de Lombardía.
Toma el nombre del río Adda que delimita la frontera occidental del municipio, que adquiere forma de cuadrilatero irregular. Al norte bordea con el municipio de Pontida, al sur con el municipio de Calusco d'Adda, al este con el municipio de Carvico y al oeste, a través del Río Adda, con los municipios de Imbersago y Calco. La superficie total del municipio es de 5,98 km cuadrados.

## Clima
El clima es de carácter continental, propio de la región piemontesa lombarda, y se caracteriza por:
- en diciembre, enero y febrero: posibilidad de nieve y heladas nocturnas.
- en marzo y abril: lluvias.
- en mayo y junio: lluvias de carácter temporal con posibilidad de granizo.
- en julio, agosto y septiembre: periodo seco con temperaturas diurnas medias de 25°.
- en octubre y noviembre: posibilidad de lluvias persistentes.

## Evolución demográfica
| Gráfica de evolución demográfica de Villa d'Adda entre 1861 y 2011 |
|                                                                    |
| Fuente ISTAT - elaboración gráfica de Wikipedia                    |

## Galleria Fotográfica

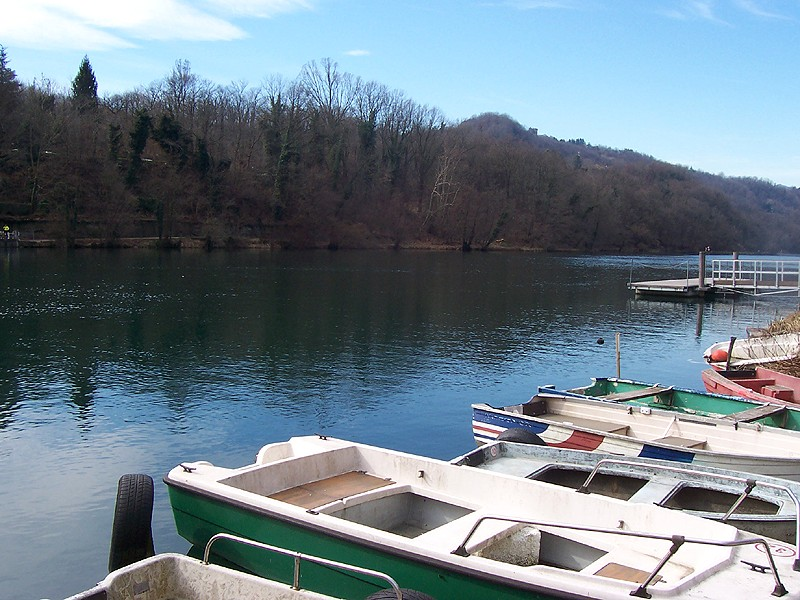
Río Adda
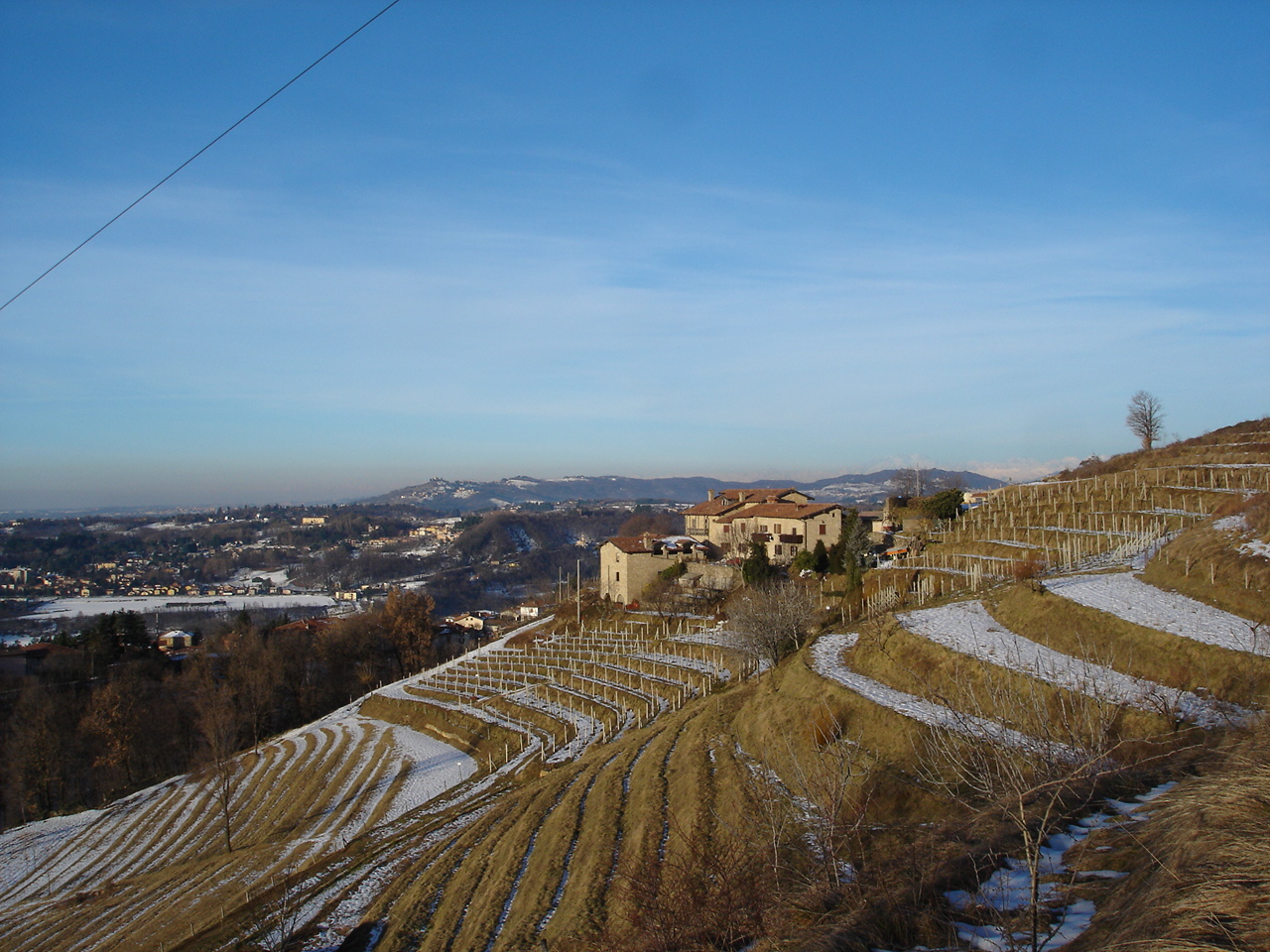
Rigurida en el Monte Canto
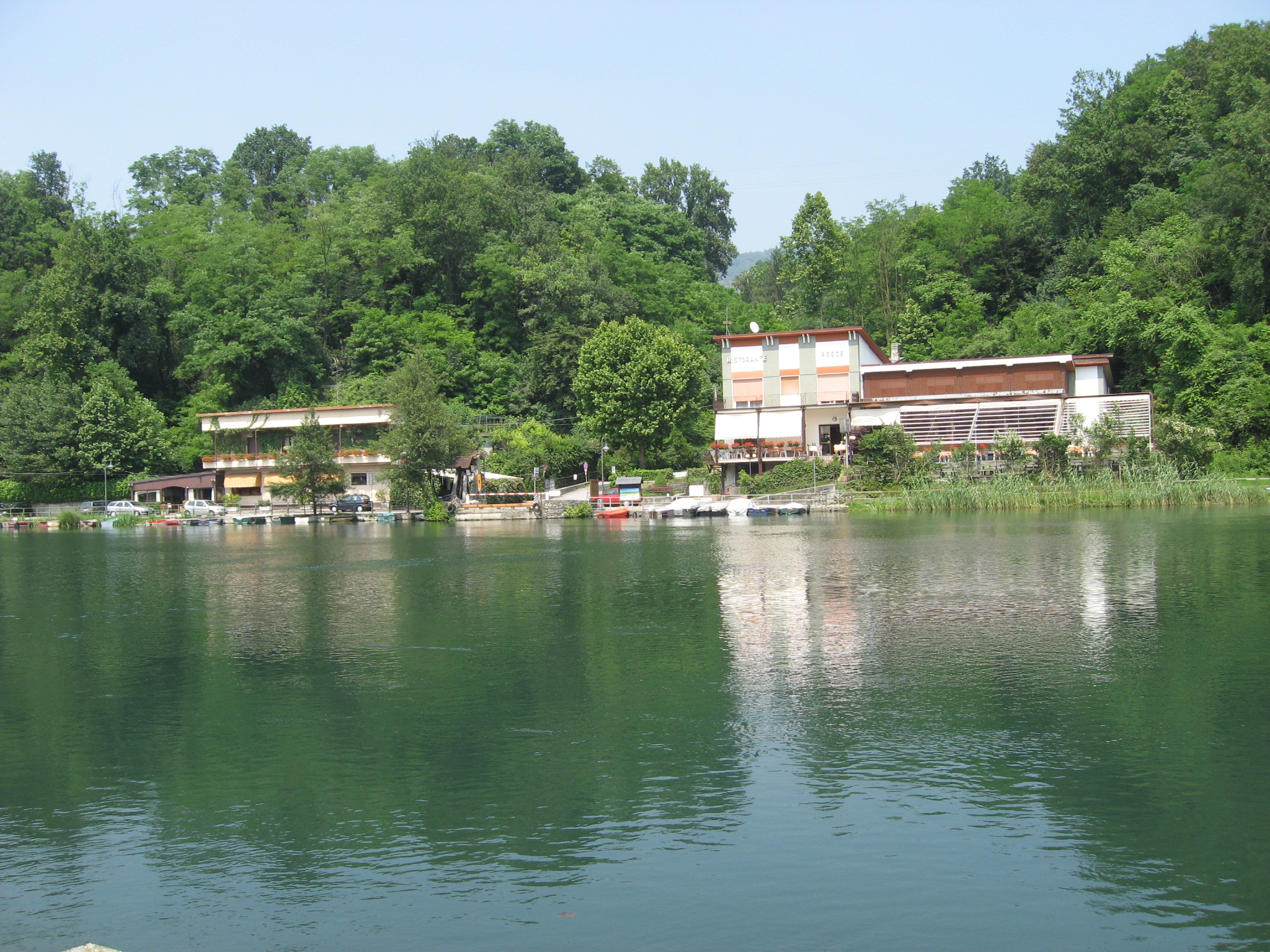
El Puerto
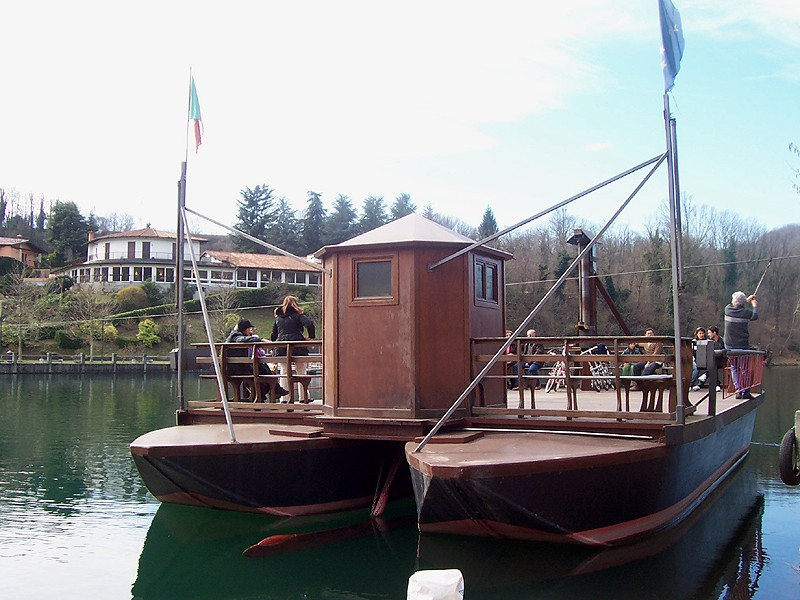
Transbordador Leonardesco
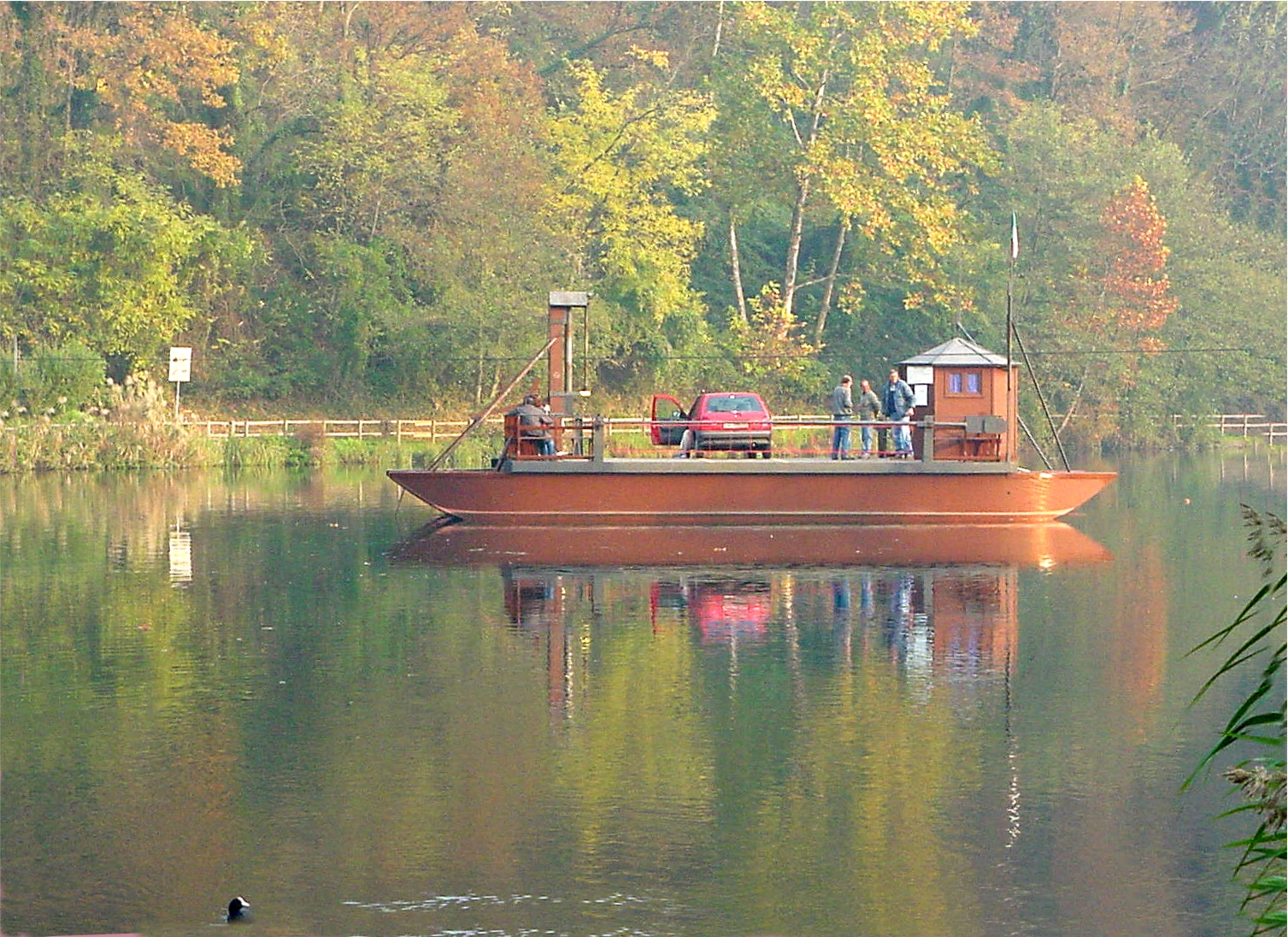
Transbordador Leonardesco
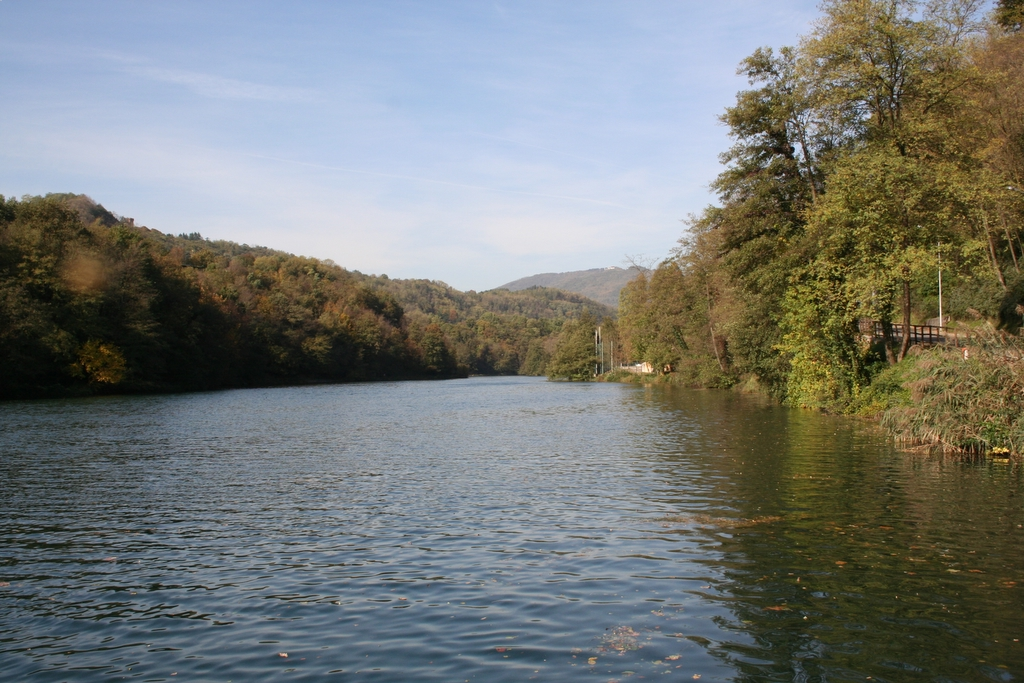
Río Adda

- Datos: Q101759
- Multimedia: Villa d'Adda / Q101759

1. ↑  Worldpostalcodes.org, código postal n.º 24030.
2. ↑  «Codici Catastali». Comuni-italiani.it (en italiano). Consultado el 29 de abril de 2017.